# Tone (lớp tàu tuần dương)
Lớp tàu tuần dương Tone (tiếng Nhật: 利根型巡洋艦, Tone-gata junyōkan) là lớp tàu tuần dương hạng nặng cuối cùng của Hải quân Đế quốc Nhật Bản. Hai chiếc tàu chiến trong lớp đã tham gia nhiều hoạt động trong Chiến tranh Thế giới thứ hai và đều bị đánh chìm trước khi chiến tranh kết thúc.

## Bối cảnh
Những tàu tuần dương thuộc lớp Tone thoạt tiên được dự tính như là những chiếc thứ năm và thứ sáu trong lớp Mogami và được chấp thuận trong Ngân sách Bổ sung lần thứ hai của năm tài chính 1932. Tuy nhiên, vào lúc công việc chế tạo được bắt đầu, những điểm thiếu sót trong thiết kế của lớp Mogami trở nên rõ ràng sau tai nạn lật úp chiếc tàu ngư lôi Tomozuru; cũng như Nhật Bản không còn ý định tuân thủ theo những giới hạn được đưa ra trong Hiệp ước Hải quân London. Điều này đã đưa đến việc thiết kế hoàn toàn mới, khác biệt hoàn toàn so với lớp Mogami, cho dù kích cỡ bên ngoài khá giống nhau. Những chiếc tàu chiến trong lớp này được dự định cho các nhiệm vụ tuần tra trinh sát trên không tầm xa cho hải đội tuần dương và hoạt động cùng với lực lượng đặc nhiệm tàu sân bay.

## Thiết kế
Cả hai chiếc tàu chiến trong lớp đều được chế tạo bởi hãng Mitsubishi tại xưởng đóng tàu ở Nagasaki. Lớp tàu tuần dương Tone có một kiểu dáng rất đặc trưng, khi tất cả các khẩu pháo chính đều được tập trung phía trước trong khi toàn bộ sàn tàu phía sau được dành cho hoạt động của máy bay. Điều này cho phép có được sự bảo vệ chắc chắn nhưng gọn gàng cho các hầm đạn, đồng thời gia tăng và cải thiện các tiện nghi sinh hoạt cho thủy thủ đoàn phía sau tàu.

### Vũ khí
Theo kế hoạch ban đầu, những chiếc trong lớp Tone được trang bị năm tháp pháo ba nòng 155 mm (6 inch), gồm ba phía trước và hai phía sau. Tuy nhiên, việc tai nạn chiếc tàu phóng lôi Tomozuru bị lật úp khiến người ta nghi ngờ độ ổn định của tất cả các tàu chiến được nhật thiết kế. Kết quả của việc thiết kế lại, và cũng để tăng cường độ chính xác của hỏa lực pháo, tất cả năm tháp pháo đều được tập trung phía trước tháp chỉ huy. Khi Nhật Bản từ bỏ Hiệp ước Hải quân Washington vào ngày 31 tháng 12 năm 1936, dàn pháo chính được thiết kế lại với tám khẩu pháo 203 mm (8 inch) bố trí trên bốn tháp pháo đôi với góc nâng lên đến 55o, như được trang bị cho lớp Mogami.
Dàn hỏa lực phòng không mạnh bao gồm bốn tháp súng 127 mm (5 inch) nòng đôi trên các bệ được che chắn ở phía giữa tàu. Để tác chiến ở tầm gần là sáu khẩu đội AT/AA Kiểu 96 nòng đôi 25 mm. Ngoài ra chúng còn có bốn bộ ống phóng ngư lôi 610 mm (24 inch) ba nòng.

### Thân tàu và vỏ giáp
Lớp Mogami từng được thử nghiệm cấu trúc bằng kỹ thuật hàn điện với những thành công hạn chế. Do đó chiếc dẫn đầu của lớp Tone cũng có một số kết cấu hàn, và chiếc Chikuma lại được cấu trúc toàn bằng đinh tán. Dáng thân tàu gợn sóng trên những tàu tuần dương trước đây bị loại bỏ và cấu trúc thượng tầng cũng đơn giản hơn. Các thay đổi về thiết kế đã khiến lượng rẽ nước biểu kiến của con tàu lên đến khoảng 12.500 tấn. Đai giáp chính có độ dày 100 mm cạnh các phòng máy, 125 mm cạnh các hầm đạn; và được mở rộng xuống một độ sâu khoảng 2,7 m (9 ft), dưới đó nó có độ dày giảm đi khá nhiều thành một vách ngăn chống ngư lôi đến tận đáy sàn tàu thứ hai bên trong.

### Động cơ
Động cơ chính của lớp Tone tương tự như kiểu được trang bị cho Suzuya và Kumano.

### Máy bay
Lớp Tone không có các sàn chứa máy bay, nhưng chúng được trang bị các đường ray vận chuyển và bệ xoay trên máy phóng và sàn tàu phía sau. Hai máy phóng vận hành bằng thuốc súng được đặt trên hông tàu phía sau cột buồm chính. Chúng có thể mang theo tối đa bốn thủy phi cơ ba chỗ ngồi Kawanishi E7K2 "Alf" và bốn chiếc Nakajima E8N1 "Dave"; trong khi biên chế thông thường là sáu chiếc, trong đó có bốn chiếc E8N1. Trong thực tế, không quá năm chiếc được chất lên tàu. Khi chiến tranh tiếp diễn, các kiểu máy bay trên được thay thế bằng các kiểu Aichi E13A1 "Jake" và Mitsubishi F1M2 "Pete".

## Cải biến
Vào năm 1943, số lượng súng phòng không 25 mm được tăng lên 20 khẩu; và đến tháng 6 năm 1944, khi cơ hội sử dụng số máy bay trên tàu đã qua đi, các bệ súng được bố trí thêm trên sàn đáp, nâng tổng số nòng pháo phòng không hạng nhẹ lên 54 chiếc. Thêm hai khẩu 25 mm nòng đôi được bổ sung sau đó. Nó cũng được trang bị radar, nhưng không có sự cải tiến đáng kể nào khác được thực hiện.

## Những chiếc trong lớp
| Tàu            | Đặt lườn            | Hạ thủy              | Hoạt động            | Số phận                                                               |
| Tone (利根)    | 1 tháng 12 năm 1934 | 21 tháng 11 năm 1937 | 20 tháng 11 năm 1938 | Bị máy bay Mỹ đánh chìm ngày 24 tháng 7 năm 1945 tại Kure, Hiroshima  |
| Chikuma (筑摩) | 1 tháng 10 năm 1935 | 19 tháng 3 năm 1938  | 20 tháng 5 năm 1939  | Bị đánh đắm ngày 25 tháng 10 năm 1944 sau Trận chiến ngoài khơi Samar |

### Sách
- D'Albas, Andrieu (1965). Death of a Navy: Japanese Naval Action in World War II. Devin-Adair Pub. ISBN 0-8159-5302-X.
- Dull, Paul S. (1978). A Battle History of the Imperial Japanese Navy, 1941-1945. Naval Institute Press. ISBN 0-87021-097-1.
- Howarth, Stephen (1983). The Fighting Ships of the Rising Sun: The drama of the Imperial Japanese Navy, 1895-1945. Atheneum. ISBN 0-689-11402-8.
- Jentsura, Hansgeorg (1976). Warships of the Imperial Japanese Navy, 1869-1945. Naval Institute Press. ISBN 0-87021-893-X.
- Lacroix, Eric (1997). Japanese Cruisers of the Pacific War. Linton Wells. Naval Institute Press. ISBN 0-87021-311-3.
- Whitley, M.J. (1995). Cruisers of World War Two: An International Encyclopedia. Naval Institute Press. ISBN 1-55750-141-6.